# Judith Stolzer-Segall
Judith Stolzer-Segall (* 20. Mai 1904 in Melitopol, Litauen; † 1. Dezember 1990 in München) war eine deutsche Architektin, die 1933 aus politischen Gründen Nazi-Deutschland verlassen musste und nach Palästina emigrierte. 

## Leben und Beruf
Judith Segall war deutsch-jüdischer Abstammung und wuchs in Berlin auf. Nach Ausbruch des Ersten Weltkrieges erfolgte 1914 die Abschiebung nach Litauen. 1924 zog sie nach Danzig, wo sie Architektur an der dortigen Technischen Hochschule studierte und 1929 mit dem Diplom abschloss.
Nach dem Studium war sie zunächst als Architektin im Architekturbüro Arthur Megies tätig, kehrte aber nach Berlin zurück. Hier arbeitete sie als Architektin im Büro Leo Nachtlicht, später im Bauamt der jüdischen Gemeinde bis Ende 1931.
1932 gründete sie ein Architekturbüro zusammen mit Arthur Megies und Max Sinjen.
Judith Segall wurde 1933 aus politischen Gründen vorübergehend inhaftiert und emigrierte nach einem kurzen Aufenthalt in Danzig nach Palästina. In Tel Aviv arbeitete sie bei dem Architekten Seev Richter. Hier machte sie die Bekanntschaft von Oskar Kaufmann und Eugen Jenőt Stolzer (1886–1958), den sie 1941 heiratete.
1957 verließ Judith Stolzer-Segall zusammen mit Eugen Stolzer das Land. Nach dem Tod ihres Mannes (1958) zog sie 1959 nach München.

## Bauten und Projekte
- Einfamilienhaus in Tel Aviv, 1933
- Landhaus Dr. Stein mit Garten in Rischon LeZion, 1934
- Zentral-Synagoge in Chadera, 1935
- Siedlung Kirjat Meir in Tel Aviv, 1937
- Haus der Gewerkschaft in Jerusalem, 1950–1958

## Preise
- Erster Preis für ein Einfamilienhaus in Tel Aviv (1934)
- Erster Preis für die Planung einer Wohnsiedlung (1935)
- Erster Preis für die Zentral-Synagoge in Chadera (1935)
- Erster Preis für eine experimentelle Wohnsiedlung in Tel Aviv (1937)

## Mitgliedschaften
- Deutscher Akademikerbund (Vorstand)
- Deutsch-Englische Gesellschaft
- Gesellschaft für Christlich-Jüdische Zusammenarbeit München